# Field Island
Field Island – niezamieszkana wyspa w Zatoce Frobishera, w Archipelagu Arktycznym, w regionie Qikiqtaaluk, na terytorium Nunavut, w Kanadzie. W pobliżu Field Island położone są wyspy: Bruce Island, Fletcher Island i Chase Island.